# François Barouh
Pour les articles homonymes, voir Barouh.
François Barouh, né le 16 janvier 1955 à Sillery (Marne), est un kayakiste français, médaillé olympique en course en ligne.

## Carrière
Aux Jeux olympiques d'été de 1980 à Moscou, François Barouh se classe sixième de l'épreuve de kayak à quatre en 1 000 m. Il remporte la médaille de bronze dans cette épreuve quatre ans plus tard, aux Jeux olympiques d'été de Los Angeles, avec Philippe Boccara, Pascal Boucherit et Didier Vavasseur.